# 图特里
图特里（法語：Toutry，法語發音：[tutʁi]）是法国科多尔省的一个市镇，位于该省西部，属于蒙巴尔区。

## 地理
图特里（47°30'3"N, 4°7'18"E）面积6.42 平方千米，位于法国勃艮第-弗朗什-孔泰大區科多尔省，该省份为法国中东部省份，北起奥布省，西接涅夫勒省和约讷省，南至索恩-卢瓦尔省，东南接汝拉省，东临上索恩省，东北部与上马恩省接壤。
与图特里接壤的市镇（或旧市镇、城区）包括：埃普瓦斯、维约堡、索维尼勒伯雷阿勒、萨维尼-昂泰尔普莱讷、吉永泰尔普莱讷。

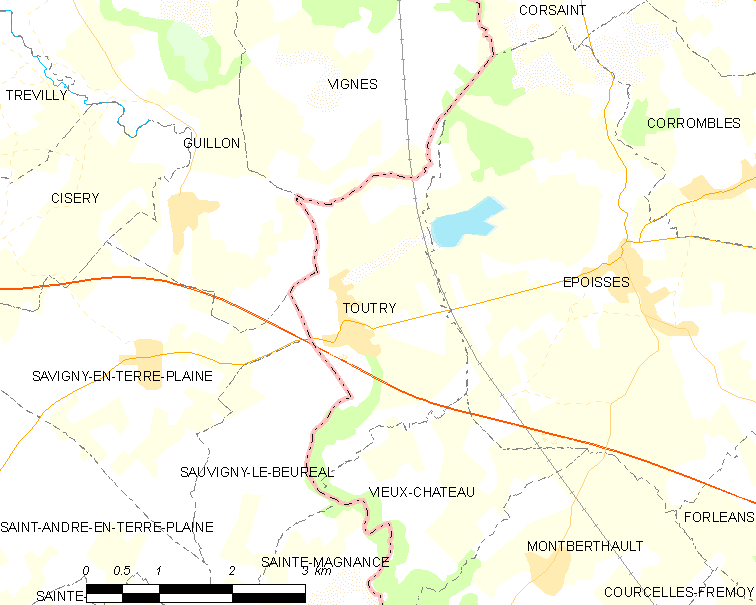
图特里的OSM定位图

图特里的时区为UTC+01:00、UTC+02:00（夏令时）。

## 行政
图特里的邮政编码为21460，INSEE市镇编码为21642。

## 政治
图特里所属的省级选区为欧苏瓦地区瑟米尔县。

## 人口

1962-2008年间图特里人口变化图示

图特里于2022年1月1日时的人口数量为408人。

## 交通
科多尔省省道D4C和D954线在图特里交汇。法国国家A6号高速公路经过境内并设有一处服务区，但未设出入口。